# Football et cinéma
Le football et le cinéma possèdent une histoire commune  centenaire. Harry The Footballer, fiction britannique de 11 minutes datant de 1911, fait en effet figure de première œuvre cinématographique consacrée au football.
Outre les films prenant pour sujet principal le football, ce sport est également évoqué, de façon plus secondaire, dans d'autres films. On citera pour l'exemple le match de football opposant le Dynamo de Peppone à La Gaillarde de Don Camillo dans Le Petit Monde de don Camillo.

## Les principaux films sur le thème du football
- 1911 : Harry The Footballer film britannique de Lewin Fitzhamon
- 1912 : The Cat's Cup Final film britannique d'Arthur Melbourne Cooper
- 1914 : The Cup Final Mystery film britannique de Maurice Elvey
- 1914 : A Footballer's Honour, film britannique de Lewin Fitzhamon
- 1916 : The Rival Captains, film britannique d'Ethyle Batley
- 1926 : The Ball of Fortune, film britannique de Hugh Croise
- 1930 : The Great Game, film britannique de Jack Raymond
- 1931 : Up for the Cup, film britannique de Jack Raymond
- 1933 : The Lucky Number, film britannique d'Anthony Asquith
- 1937 : Les Rois du sport, film français de Pierre Colombier
- 1937 : Oh, Mr Porter!, film britannique de Marcel Varnel
- 1939 : The Arsenal Stadium Mystery , film britannique de Thorold Dickinson
- 1948 : Easy Money, film britannique de Bernard Knowles
- 1948 : Cup-tie Honeymoon, film britannique de John E. Blakeley
- 1949 : Les Dieux du dimanche, film français de René Lucot
- 1950 : Up for the Cup, film britannique (remake de celui de 1931) de Jack Raymond
- 1952 : The Card, film britannique de Ronald Neame
- 1952 : The Great Game, (remake de celui de 1930) film britannique de Maurice Elvey
- 1954 : The Love Match, film britannique de David Paltenghi
- 1956 : Up in the World, film britannique de John Paddy Carstairs
- 1961 : Deux mi-temps en enfer, film hongrois réalisé par Zoltán Fábri
- 1962 : On the Beat, film britannique de Robert Asher
- 1962 : The Saturday Men, film britannique de John Fletcher
- 1962 : Troisième mi-temps film soviétique réalisé par Evgueni Karelov
- 1964 : Rattle of a Simple Man, film britannique de Muriel Box
- 1965 : Cup Fever, film britannique de David Brackwell
- 1967 : Charlie Bubbles, film britannique d'Albert Finney
- 1968 : Goal! Goal! Another Goal!, film soviétique (Lenfilm)
- 1973 : Régi idök focija, film hongrois de Pál Sándor
- 1974 : Tom foot (Fimpen), film suédois de Bo Widerberg
- 1977 : The Boys in Company C, film hong-kongais de Sidney Furie
- 1978 : Forza Bastia, film français de Jacques Tati et Sophie Tatischeff
- 1979 : Coup de tête, film français de Jean-Jacques Annaud
- 1979 : Yesterday's Hero, film britannique de Neil Leifer
- 1981 : Longshot, film américain de E.W. Swackhamer
- 1981 : À nous la victoire (Victory), film américain de John Huston
- 1982 : Gregory's Girl, film britannique de Bill Forsyth
- 1983 : À mort l'arbitre, film français de Jean-Pierre Mocky
- 1988 : Le Jeu viril, film tchèque de Jan Švankmajer
- 1990 : Struck by Lightning, film australien de Jerzy Domaradski
- 1990 : Ultrà, film italien de Ricky Tognazzi
- 1991 : Cup Final, film israélien de Eran Riklis
- 1992 : Ladybugs, film britannique de Sidney Furie
- 1993 : Nordkurve, film allemand d'Adolf Winckelmann
- 1994 : Ballon d'or, film franco-guinéen de Cheik Doukouré
- 1995 : ID, film britannique de Philip Davis
- 1996 : Forza Roma, (Al centro dell'area di rigore) film franco-italo-suisse de Bruno Garbuglia et Roberto Ivan Orano
- 1996 : Carton jaune (Fever pitch), film britannique de David Evans
- 1996 : The Van, film irlandais de Stephen Frears
- 1996 : Jimmy (When Saturday Comes), film britannique de Maria Giese
- 1996 : Hillsborough, film TV britannique de Charles McDougall
- 1997 : Didier, film français d'Alain Chabat
- 1997 : Historias de fútbol, film chilien d'Andrés Wood
- 1998 : My Name Is Joe, film britannique de Ken Loach
- 1998 : Home Team, une équipe de champions (Home Team), film canadien d'Allan A. Goldstein
- 1999 : La Coupe (Phörpa), film australo-bhoutanais de Khyentse Norbu
- 1999 : Le Match du siècle (The Beautiful Game (GBR), The Match (USA)), film britannique de Mick Davis
- 1999 : Gregory's Two Girls, film britannique de Bill Forsyth
- 2000 : Jimmy Grimble (There's Only One Jimmy Grimble), film britannique de John Hay
- 2000 : Un but pour la gloire (A Shot at Glory),  film dramatique américain de Michael Corrente
- 2000 : Newcastle Boys, film britannique de Mark Herman
- 2000 : Le Football est notre vie, (Fußball ist unser Leben) film allemand de Tomy Wigand
- 2000 : Deuxième vie, film français de Patrick Braoudé
- 2001 : Shaolin Soccer, film chinois (Hong-Kong) de Stephen Chow
- 2001 : Carton rouge (Mean Machine), film britannique de Barry Skolnick
- 2001 : Mike Bassett: England Manager, film britannique de Steve Barron
- 2002 : 3 zéros, film français de Fabien Onteniente
- 2002 : Joue-la comme Beckham (Bend it like Beckham), film britannique de Gurinder Chadha
- 2003 : Días de fútbol, film espagnol de David Serrano
- 2003 : Le Miracle de Berne, (Das Wunder von Bern) film allemand de Sönke Wortmann
- 2004 : The Football Factory, film britannique de Nick Love
- 2005 : Le Match de leur vie (The Game of Their Lives), film américain de David Anspaugh
- 2005 : Match en famille (Kicking and Screaming), film américain de Jess Dylan
- 2005 : Goal!, film américano-britannique de Danny Cannon
- 2005 : Hooligans (Green Street Hooligans), film américano-britannique de Lexi Alexander
- 2006 : Zidane, un portrait du XXIe siècle, film français de Douglas Gordon et Philippe Parreno
- 2006 : Goal! 2, film américano-britannique de Jaume Collet-Serra
- 2006 : Once in a Lifetime, film américain de Paul Crowder   et John Dower.
- 2006 : Esprit d'équipe, (Strákarnir okkar), film islandais de Robert I. Douglas.
- 2006 : Hors jeu, film iranien de Jafar Panahi.
- 2007 : Gracie, film américain de Davis Guggenheim
- 2007 : Goal! 3, film américano-britannique de Danny Cannon
- 2008 : Maradona, film franco-espagnol d'Emir Kusturica
- 2009 : Looking for Eric, film britannique de Ken Loach
- 2009 : The Damned United, film britannique de Tom Hooper
- 2010 : Montevideo, Bog te video!, film serbe sur l'équipe de Yougoslavie à la coupe du monde 1930
- 2012 : Les Seigneurs, film français d'Olivier Dahan
- 2013 : Comme un lion, film français de Samuel Collardey
- 2013 : Je suis supporter du Standard, film franco-belge de Riton Liebman
- 2013 : Les Petits Princes, film français de Vianney Lebasque
- 2014 : Les Rayures du zèbre, film franco-belge de Benoît Mariage
- 2014 : Le Crocodile du Botswanga, film français de Fabrice Éboué et Lionel Steketee
- 2014 : Goal of the dead, film français de Benjamin Rocher et Thierry Poiraud
- 2016 : Pelé : Naissance d’une légende (Pelé: Birth of a Legend), film américain de Jeff Zimbalist et Michael Zimbalist
- 2016 : La Dream Team, film français de Thomas Sorriaux
- 2018 : Comme des garçons (film), film français de Julien Hallard
- 2020 : Une belle équipe, film français de Mohamed Hamidi
- 2021 : Il Divin Codino : L'art du but par Roberto Baggio (Il Divin Codino), film italien de Letizia Lamartire
- 2021 : Pelé, documentaire de Ben Nichols et David Tryhorn
- 2023 : Marinette, film français de Virginie Verrier
- 2024 : Numéro 10, film français de David Diane
- 2024 : Quatre Zéros, film français de Fabien Onteniente
- 2025 : Mercato, film français de Tristan Séguéla